# Rhizobiaceae
Las Rhizobiaceae son una familia de proteobacteria, incluyendo a muchas (pero no todas) las especies de rizobio, así como a parásitas de plantas, como Agrobacterium. Son bacterias aeróbicas, Gram-negativas.
Muchas especies son diazótrofos, capaces de fijar nitrógeno y son simbióticos con las raíces de las plantas.

## Géneros
Comprende los siguientes géneros:
- Agrobacterium Conn 1942 (Approved Lists 1980)
- Allorhizobium de Lajudie et al. 1998
- Ciceribacter Kathiravan et al. 2013
- Endobacterium Menéndez et al. 2021
- Ensifer Casida 1982
- Gellertiella Tóth et al. 2017
- Georhizobium Cao et al. 2020
- Hoeflea Peix et al. 2005
- Lentilitoribacter Park et al. 2013
- Liberibacter Fagen et al. 2014
- Martelella Rivas et al. 2005
- Mycoplana Gray and Thornton 1928 (Aprobado en 1980)
- "Neopararhizobium" Hördt et al. 2020
- Neorhizobium Mousavi et al. 2015
- Pararhizobium Mousavi et al. 2016
- Pseudorhizobium Kimes et al. 2017
- Rhizobium Frank 1889 (Aprobado en 1980)
- Shinella An et al. 2006